# Blanche de Charleroi
Blanche de Charleroi is een Belgisch witbier van hoge gisting.
Het bier wordt sinds 2000 gebrouwen in Brasserie du Val de Sambre te Gozée.
Het is een blond troebel bier met een alcoholpercentage van 5%.